# Фрід Григорій Самуїлович
Григорій Самуїлович Фрід  (рос. Григорий Самуилович Фрид; 22 вересня 1915, Петроград — 22 вересня 2012, Москва) — радянський і російський композитор, художник. Заслужений діяч мистецтв РРФСР (1980).

## Біографічні відомості
Народився у Петрограді в родині музикантів. Закінчив Московську консерваторію (1939, клас В. Шебаліна).
Учасник Німецько-радянської війни.
Автор опер, симфоній, сонат, музики до радіопостановок, спектаклів, кінофільмів, в тому числі українських стрічок: «Тимур та його команда» (1976, т/ф), «Маршал революції» (1978, т/ф, 2 с.), «Найкращі роки» (1984), «Берег його життя» (1984, т/ф).
У середині 1960-х років захопився живописом. Автор понад 40 картин — портретів, пейзажів, натюрмортів.
Пішов з життя в день свого 97-річчя, в Москві.

## Фільмографія
- «Дим у лісі» (1955)
- «Арена дружби» (1958)
- «Сторінки календаря» (1965, короткометражний)
- «Таланти і шанувальники» (1971, фільм-вистава)
- «Правда — добре, а щастя — краще» (1972, фільм-вистава)
- «Ліс» (1975, фільм-вистава)
- «Тимур та його команда» (1976, т/ф, Одеська кіностудія)
- «Васса Железнова» (1978, фільм-вистава)
- «Маршал революції» (1978, т/ф, 2 с.; Одеська кіностудія)
- «Крик гагари» (1980)
- «Незнайомець» (1980, фільм-вистава)
- «Ленін в Парижі» (1981)
- «Винагорода — 1000 франків» (1983, фільм-вистава)
- «Найкращі роки» (1984, Одеська кіностудія)
- «Берег його життя» (1984, т/ф, Одеська кіностудія)
- «Незріла малина» (1985, фільм-вистава)